# Alep Ipmatisjauratj
Alep Ipmatisjauratj är en sjö i Arjeplogs kommun i Lappland och ingår i Skellefteälvens huvudavrinningsområde. Sjön har en area på 0,136 kvadratkilometer och ligger 466,4 meter över havet.

## Delavrinningsområde
Alep Ipmatisjauratj ingår i det delavrinningsområde (734289-160555) som SMHI kallar för Ovan Smedkajåkka. Medelhöjden är 497 meter över havet och ytan är 9,28 kvadratkilometer. Räknas de 2 avrinningsområdena uppströms in blir den ackumulerade arean 51,31 kvadratkilometer. Båtsaströmmen som avvattnar avrinningsområdet har biflödesordning 2, vilket innebär att vattnet flödar genom totalt 2 vattendrag innan det når havet efter 292 kilometer. Avrinningsområdet består mestadels av skog (97 procent). Avrinningsområdet har 0,25 kvadratkilometer vattenytor vilket ger det en sjöprocent på 2,7 procent.